# Algonquin Power & Utilities
Algonquin Power & Utilities Corp. er en canadisk energikoncern. De fokuserer på elproduktion fra vedvarende energi og forsyning af el, naturgas og vand.